# Rivière du Malin
Pour les articles homonymes, voir Malin.
La rivière du Malin est un cours d'eau affluent de la rivière Jacques-Cartier, coulant dans le territoire non organisé de Lac-Jacques-Cartier, dans la municipalité régionale de comté de la La Côte-de-Beaupré, dans la région administrative de la Capitale-Nationale, dans la province de Québec, Canada. Le parcours de la rivière passe notamment dans le parc national de la Jacques-Cartier.
La foresterie est la principale activité économique du secteur ; les activités récréo-touristiques, second.
La surface de la rivière du Malin (sauf les zones de rapides) est généralement gelée de début décembre à fin mars, mais la circulation sécuritaire sur la glace se fait généralement de fin décembre à début mars.

## Géographie
Les principaux bassins versants voisins de la rivière du Malin sont du côté nord, la rivière Jacques-Cartier et la rivière du Milieu. Du côté est, on rencontre la rivière Jacques-Cartier, le lac Chartier, le lac Archambault, la rivière Rocheuse et la rivière Montmorency. Du côté sud, on voit la rivière Rocheuse, le lac des Alliés, le lac Fragasso, le lac Walsh et la rivière à la Chute. Finalement, du côté ouest coulent la rivière Jacques-Cartier et la rivière Jacques-Cartier Nord-Ouest.
La rivière Rocheuse tire sa source du Lac Lanoraye (longueur : 1,1 km ; altitude : 781 m), situé dans le territoire non organisé du Lac-Jacques-Cartier, dans la municipalité régionale de comté (MRC) La Côte-de-Beaupré. Ce lac ressemblant à un rectangle aux coins arrondis, comporte une île et une presqu'île rattachée à la rive nord-est.
À partir du Lac Lanoraye, la rivière du Malin coule sur 11,0 km, avec une dénivellation totale de 431 m. Elle débute par un segment de 2,8 km vers le sud en formant une grande courbe vers l’est et en descendant dans une vallée de plus en plus encaissée, jusqu’à un ruisseau non identifié (venant du nord-ouest). Ensuite, elle coule 3,6 km vers le sud presque en ligne droite dans une vallée devant très encaissée et bifurquant vers le sud-ouest jusqu'à la confluence de la rivière Rocheuse (venant du sud). Finalement, elle va 4,6 km vers le sud-ouest dans une vallée très encaissée, et bifurquant vers le sud, jusqu'à son embouchure.
À partir de la confluence de la rivière du Malin, le courant coule 61,3 km généralement vers le sud par le cours de la rivière Jacques-Cartier jusqu'à la rive nord-est du fleuve Saint-Laurent.

## Toponymie
Le toponyme « rivière du Malin » a été officialisé le 7 novembre 1985 à la Banque des noms de lieux de la Commission de toponymie du Québec.